# Спасский (Челябинская область)
Спа́сский — посёлок в Верхнеуральском районе Челябинской области России. Административный центр Спасского сельского поселения.

## География
Расположен на правом берегу Верхнеуральского водохранилища на реке Урал. Расстояние до районного центра города Верхнеуральска 21 км.

## Население
| 2002 | 2010  |
| ---- | ----- |
| 1787 | ↘1472 |

По данным Всероссийской переписи, в 2010 году численность населения посёлка составляла 1472 человека (701 мужчина и 771 женщина).

## Улицы
Уличная сеть посёлка состоит из 29 улиц и 1 переулка.